# کویستلو
کویستلو (به ایتالیایی: Quistello) یک کومونه در ایتالیا است که در استان منتووا واقع شده‌است. کویستلو ۴۵٫۴ کیلومتر مربع مساحت و ۵٬۸۴۷ نفر جمعیت دارد و ۱۶ متر بالاتر از سطح دریا واقع شده‌است.